# Gabrita annulipes
Gabrita annulipes är en insektsart som beskrevs av Spångberg 1879. Gabrita annulipes ingår i släktet Gabrita och familjen dvärgstritar. Inga underarter finns listade i Catalogue of Life.